# دانبروویتسا ماوا
دانبروویتسا مأوا (به لهستانی:  Dąbrowica Mała) یک روستا در لهستان است که در گمینا پیشچاتس واقع شده‌است.